# The Don Killuminati: The 7 Day Theory
The Don Killuminati: The 7 Day Theory je páté a první posmrtné vydané album amerického rapera 2Paca pod labelem Death Row a částečně i pod novým 2Pacovým labelem Makaveli Records. Album bylo vydáno pod novou přezdívkou - Makaveli. Album se stalo 7x platinovým (přes 30. milionů kopií se prodalo po světě) a umístilo se na 1. místě The Billboard 200. Na desce hostovali hlavně členové Tupacovy skupiny Outlawz, ale i například Bad Azz a spousta dalších.
Album se nahrálo za 3 dny a kompletní mixáž byla dokončena za 7 dní, proto název 7 Day Theory. Částečně album produkoval sám 2Pac (Makaveli).

## Seznam skladeb
| #  | Název Písně                           | Interpret(i)                                   | Producent(i)                                                 |
| -- | ------------------------------------- | ---------------------------------------------- | ------------------------------------------------------------ |
| 1  | "Intro / Bomb First(My Second Reply)" | Makaveli, E.D.I, Young Noble                   | Makaveli; Darryl "Big D"                                     |
| 2  | "Hail Mary"                           | Makaveli, Kastro, Young Noble, Prince Ital Joe | Hurt M Badd                                                  |
| 3  | "Toss It Up"                          | Makaveli, Danny Boy, K-Ci & JoJo, Aaron Hall   | Dametrius Ship; Reggie Moore, Dr.Dre                         |
| 4  | "To Live & Die in LA"                 | Makaveli, Val Young                            | QDIII                                                        |
| 5  | "Blasphemy"                           | Makaveli, Prince Ital Joe, Jamala Lesane       | Hurt M Badd                                                  |
| 6  | "Life of an Outlaw"                   | Makaveli, Outlawz                              | Makaveli; Darryl "Big D" Harper                              |
| 7  | "Just Like Daddy"                     | Makaveli, E.D.I, Yaki Kadafi,Young Noble       | Hurt M Badd                                                  |
| 8  | "Krazy"                               | Makaveli, Bad Azz                              | Darryl "Big D" Harper                                        |
| 9  | "White Man'z World"                   | Makaveli, Darryl "Big D" Harper                | Darryl "Big D" Harper                                        |
| 10 | "Me and My Girlfriend"                | Makaveli, Virginya Slim                        | Makaveli; Hurt M Badd (Tyrone Wrice) ; Darryl "Big D" Harper |
| 11 | "Hold Ya Head"                        | Makaveli, Hurt M Badd                          | Hurt M Badd (Tyrone Wrice)                                   |
| 12 | "Against All Odds"                    | Makaveli                                       | Makaveli, Hurt M Badd (Tyrone Wrice)                         |

## Singly
- „Hail Mary”
- „Toss It Up”
- „To Live & Die in L.A”
- „Krazy”
- „Against All Odds”
- „Blasphemy”